# Вязники (Воронежская область)
Вязники — хутор в Лискинском районе Воронежской области.
Входит в состав Селявинского сельского поселения.

## География

### Улицы
- ул. Вишнёвая